# چاملی همشین
چاملی همشین (به لاتین: ÇamlıHemşin، به ارمنی: Ներքին Վիժա، به گرجی: ვიჯა، لازی: ვიჯა یا ვიჯე) شهرک کوچک و منطقه‌ای از استان ریزه در ناحیه دریای سیاه ترکیه است.